# Lista de aeroportos da Finlândia
Esta é uma lista de aeroportos da Finlândia, classificados por cidade:
| Cidade                  | ICAO | IATA | Nome do aeroporto |
| Aeroportos civis        |      |      | |
| Ahmosuo                 | EFAH |      | Aeroporto de Ahmosuo |
| Alavus                  | EFAL |      | Aeroporto de Alavus |
| Enontekiö               | EFET | ENF  | Aeroporto de Enontekiö |
| Eura                    | EFEU |      | Aeroporto de Eura |
| Forssa                  | EFFO |      | Aeroporto de Forssa |
| Hämeenkyrö              | EFHM |      | Aeroporto de Hämeenkyrö |
| Hanko                   | EFHN |      | Aeroporto de Hanko |
| Helsinque               | EFHF | HEM  | Aeroporto de Helsinque-Malmi (aeroporto de aviação geral) (ver Vantaa para o principal aeroporto da região metropolitana de Helsinque) |
| Hyvinkää                | EFHV | HYV  | Aeroporto de Hyvinkää |
| Iisalmi                 | EFII |      | Aeroporto de Iisalmi |
| Immola                  | EFIM |      | Aeroporto de Immola |
| Inari                   | EFIV | IVL  | Aeroporto de Ivalo |
| Jämijärvi               | EFJM |      | Aeroporto de Jämijärvi |
| Joensuu / Liperi        | EFJO | JOE  | Aeroporto de Joensuu |
| Jyväskylän maalaiskunta | EFJY | JYV  | Aeroporto de Jyväskylä |
| Kajaani                 | EFKI | KAJ  | Aeroporto de Kajaani |
| Kalajoki                | EFKO |      | Aeroporto de Kalajoki |
| Kauhajoki               | EFKJ | KHJ  | Aeroporto de Kauhajoki |
| Kauhava                 | EFKA | KAU  | Aeroporto de Kauhava |
| Kemi / Tornio           | EFKE | KEM  | Aeroporto de Kemi-Tornio |
| Kemijärvi               | EFKM |      | Aeroporto de Kemijärvi |
| Kiikala                 | EFIK |      | Aeroporto de Kiikala |
| Kitee                   | EFIT | KTQ  | Aeroporto de Kitee |
| Kittilä                 | EFKT | KTT  | Aeroporto de Kittilä |
| Kiuruvesi               | EFRV |      | Aeroporto de Kiuruvesi |
| Kivijärvi               | EFKV |      | Aeroporto de Kivijärvi |
| Kokkola / Kruunupyy     | EFKK | KOK  | Aeroporto de Kruunupyy (Aeroporto de Kokkola/Pietarsaari)                                                                              |
| Kumlinge                | EFKG |      | Aeroporto de Kumlinge |
| Kuopio / Siilinjärvi    | EFKU | KUO  | Aeroporto de Kuopio |
| Kuusamo                 | EFKS | KAO  | Aeroporto de Kuusamo |
| Kymi                    | EFKY |      | Aeroporto de Kymi |
| Lahti                   | EFLA |      | Aeroporto de Vesivehmaa |
| Lappeenranta            | EFLP | LPP  | Aeroporto de Lappeenranta |
| Mariehamn               | EFMA | MHQ  | Aeroporto de Mariehamn |
| Menkijärvi              | EFME |      | Aeroporto de Menkijärvi |
| Mikkeli                 | EFMI | MIK  | Aeroporto de Mikkeli |
| Vihti                   | EFNU |      | Aeroporto de Nummela |
| Oulu / Oulunsalo        | EFOU | OUL  | Aeroporto de Oulu |
| Pieksämäki              | EFPK |      | Aeroporto de Pieksämäki |
| Piikajärvi              | EFPI |      | Aeroporto de Piikajärvi |
| Pori                    | EFPO | POR  | Aeroporto de Pori |
| Pudasjärvi              | EFPU |      | Aeroporto de Pudasjärvi |
| Punkaharju              | EFPN |      | Aeroporto de Punkaharju |
| Pyhäsalmi               | EFPY |      | Aeroporto de Pyhäsalmi |
| Raahe                   | EFRH |      | Aeroporto de Pattijoki |
| Rantasalmi              | EFRN |      | Aeroporto de Rantasalmi |
| Ranua                   | EFRU |      | Aeroporto de Ranua |
| Räyskälä                | EFRY |      | Aeroporto de Räyskälä |
| Rovaniemi               | EFRO | RVN  | Aeroporto de Rovaniemi |
| Savonlinna              | EFSA | SVL  | Aeroporto de Savonlinna |
| Seinäjoki / Ilmajoki    | EFIL | SJY  | Aeroporto de Seinäjoki |
| Selänpää                | EFSE |      | Aeroporto de Selänpää |
| Sodankylä               | EFSO | SOT  | Aeroporto de Sodankylä |
| Tampere / Pirkkala      | EFTP | TMP  | Aeroporto de Tampere-Pirkkala |
| Teisko                  | EFTS |      | Aeroporto de Teisko |
| Turku                   | EFTU | TKU  | Aeroporto de Turku |
| Vaasa                   | EFVA | VAA  | Aeroporto de Vaasa |
| Vantaa                  | EFHK | HEL  | Aeroporto de Helsínquia-Vantaa |
| Varkaus / Joroinen      | EFVR | VRK  | Aeroporto de Varkaus |
| Ylivieska               | EFYL | YLI  | Aeroporto de Ylivieska |
| Aeroportos militares    |      |      | |
| Halli / Kuorevesi       | EFHA | KEV  | Base Aérea de Halli |
| Kauhava                 | EFKA | KAU  | Base Aérea de Kauhava |
| Tampere / Pirkkala      | EFTP | TMP  | Base Aérea de Tampere-Pirkkala |
| Utti / Valkeala         | EFUT | UTI  | Base Aérea de Utti |